# Кирил Чаулев
Кирил Петров Чаулев (Чауле) (на македонска литературна норма: Киро Чауле) е политик и журналист от Социалистическа Република Македония, деец на комунистическата съпротива през Втората световна война и участник на първото заседание на АСНОМ.

## Биография
Кирил Чаулев е роден на 17 март 1918 година в Охрид. Син е на члена на ЦК на ВМРО Петър Чаулев, убит по нареждане на ВМРО през 1924 година. От 2 септември до май 1945 година е командир на Осма македонска ударна бригада на НОВМ и същевременно е студент. Делегат от Охридско на първото заседание на АСНОМ, състояло се на 2 юли 1944 година в манастира „Св. Прохор Пчински“. След формирането на Социалистическа република Македония се занимава с журналистика. Умира на 3 март 1983 година в Скопие.